# Federico Carlo di Wied-Neuwied
Federico Carlo di Wied (Hachenburg, 25 dicembre 1741 – Heidelberg, 1º marzo 1809) fu principe regnante di Wied-Neuwied dal 1791 al 1802.

## Biografia
Federico Carlo compì i propri studi a Erlangen ed a Gottinga, distinguendosi in carattere per essere uno spirito tipicamente romantico nel senso letterario della parola. Dopo il suo matrimonio nel 1766, ad ogni modo, egli mantenne una condotta dissoluta e libertina frequentando amenamente la propria amante, ma pubblicando anche diverse opere letterarie e facendo costruire fabbriche locali il cui profitto veniva sovente distribuito ai poveri. Il padre, dunque, vedendolo oberato di debiti penso in un primo momento di escluderlo dalla successione, ma cambiò idea nel maggio del 1788 quando riscrisse il proprio testamento. Alla morte del padre, dunque, nel 1791, Federico Carlo gli succedette quale principe di Wied-Neuwied.
Uno dei primi provvedimenti del governo di Federico Carlo, proprio nel 1791, fu l'abolizione della servitù della gleba nel proprio stato. Malgrado tutto questo atto non fu volutamente una concessione bonaria, ma piuttosto fu un compromesso al quale scese coi contadini del proprio principato coi quali aveva debiti per oltre 100.000 talleri.
Quando nel 1793 le truppe rivoluzionarie francesi fecero capolino al confine della Germania, egli cercò rifugio in Sassonia e più tardi a Francoforte, facendo ritorno nei confini del proprio principato solo a partire dal 1797. Più tardi, egli rifiutò di aderire alla Confederazione del Reno e preferì abdicare in favore di suo figlio Giovanni Augusto Carlo nel 1802. In questo momento particolare, divorziò dalla moglie e si dedicò ai viaggi, attraversando la Francia per poi trasferirsi ad Heidelberg dove, affetto da problemi mentali, morì nel 1809.

## Matrimonio e figli
Nel 1766 Federico Carlo sposò la contessa Maria Luisa Guglielmina di Sayn-Wittgenstein-Berleburg (13 maggio 1747 - 15 novembre 1823). La coppia ebbe i seguenti figli:
- Clemente Carlo Federico Luigi Guglielmo (21 dicembre 1769 - 2 aprile 1800)
- Maria Carolina Cristiana (1º marzo 1771 - 14 febbraio 1803)
- Luisa Filippina Carlotta (11 marzo 1773 - 18 aprile 1864)
- Cristiano Federico (8 marzo 1775 - 27 luglio 1800)
- Antonietta Carlotta Vittoria (11 ottobre 1776 - 26 ottobre 1777)
- Giovanni Augusto Carlo (26 maggio 1799 - 24 aprile 1836), generale prussiano
- Ludovico Giorgio Carlo (31 dicembre 1780 - 14 novembre 1781)
- Massimiliano Alessandro Filippo (23 settembre 1782 - 3 febbraio 1867), generale prussiano
- Enrico Vittorio (6 novembre 1783 - 28 gennaio 1812), ufficiale austriaco morto nella guerra di Spagna contro l'esercito napoleonico
- Carlo Emilio Federico Enrico (20 agosto 1785 - 4 ottobre 1864)

## Ascendenza
|                                                                |                                                             |                                                    | Genitori                                                                  |  |  | Nonni |  |  | Bisnonni                    |  |  | Trisnonni                 |  |
|                                                                |                                                             |                                                    |                                                                           |  |  |       |  |  | Federico III, conte di Wied |  |  | Ermanno II, conte di Wied |  |
|                                                                |                                                             |                                                    |                                                                           |  |  |       |  |  | Federico III, conte di Wied |  |  | Ermanno II, conte di Wied |  |
|                                                                |                                                             | Giuliana Elisabetta di Solms-Hohensolms            |                                                                           |  |  |       |  |  | Federico III, conte di Wied |  |  |                           |  |
| Federico Guglielmo, conte di Wied-Neuwied                      |                                                             |                                                    |                                                                           |  |  |       |  |  | Federico III, conte di Wied |  |  |                           |  |
|                                                                |                                                             | Maria Sabina di Solms-Hohensolms                   | Filippo Reinardo II, conte di Solms-Hohensolms                            |  |  |       |  |  |                             |  |  |                           |  |
|                                                                |                                                             | Maria Sabina di Solms-Hohensolms                   | Filippo Reinardo II, conte di Solms-Hohensolms                            |  |  |       |  |  |                             |  |  |                           |  |
|                                                                |                                                             | Maria Sabina di Solms-Hohensolms                   | Anna Amalia di Solms-Greifenstein                                         |  |  |       |  |  |                             |  |  |                           |  |
| Giovanni Federico Alessandro, principe di Wied-Neuwied         |                                                             | Maria Sabina di Solms-Hohensolms                   |                                                                           |  |  |       |  |  |                             |  |  |                           |  |
|                                                                |                                                             | Alessandro, burgravio e conte di Dohna-Schlobitten | Federico, burgravio e conte di Dohna                                      |  |  |       |  |  |                             |  |  |                           |  |
|                                                                |                                                             | Alessandro, burgravio e conte di Dohna-Schlobitten | Federico, burgravio e conte di Dohna                                      |  |  |       |  |  |                             |  |  |                           |  |
|                                                                |                                                             | Alessandro, burgravio e conte di Dohna-Schlobitten | Speranza di Puy-Montbrun, signora di Ferrassières, Epeyssolles e Thoiriat |  |  |       |  |  |                             |  |  |                           |  |
| Luisa Carlotta di Dohna-Schlobitten                            |                                                             | Alessandro, burgravio e conte di Dohna-Schlobitten |                                                                           |  |  |       |  |  |                             |  |  |                           |  |
|                                                                |                                                             | Amalia di Dohna-Carwinden                          | Cristoforo Delfico, burgravio e conte di Dohna-Carwinden                  |  |  |       |  |  |                             |  |  |                           |  |
|                                                                |                                                             | Amalia di Dohna-Carwinden                          | Cristoforo Delfico, burgravio e conte di Dohna-Carwinden                  |  |  |       |  |  |                             |  |  |                           |  |
|                                                                |                                                             | Amalia di Dohna-Carwinden                          | Anna Oxenstierna, contessa di Neukloster                                  |  |  |       |  |  |                             |  |  |                           |  |
| Federico Carlo, principe di Wied-Neuwied                       |                                                             | Amalia di Dohna-Carwinden                          |                                                                           |  |  |       |  |  |                             |  |  |                           |  |
|                                                                | Giorgio Luigi, burgravio di Kirchberg e conte di Hachenburg | Giorgio II, burgravio di Kirchberg                 |                                                                           |  |  |       |  |  |                             |  |  |                           |  |
|                                                                | Giorgio Luigi, burgravio di Kirchberg e conte di Hachenburg | Giorgio II, burgravio di Kirchberg                 |                                                                           |  |  |       |  |  |                             |  |  |                           |  |
|                                                                | Giorgio Luigi, burgravio di Kirchberg e conte di Hachenburg | Dorotea Maddalena di Reuss-Gera                    |                                                                           |  |  |       |  |  |                             |  |  |                           |  |
| Giorgio Federico, burgravio di Kirchberg e conte di Hachenburg | Giorgio Luigi, burgravio di Kirchberg e conte di Hachenburg |                                                    |                                                                           |  |  |       |  |  |                             |  |  |                           |  |
|                                                                |                                                             | Maddalena Cristina di Manderscheid-Blankenheim     | Salentin Ernesto, conte di Manderscheid-Blankenheim                       |  |  |       |  |  |                             |  |  |                           |  |
|                                                                |                                                             | Maddalena Cristina di Manderscheid-Blankenheim     | Salentin Ernesto, conte di Manderscheid-Blankenheim                       |  |  |       |  |  |                             |  |  |                           |  |
|                                                                |                                                             | Maddalena Cristina di Manderscheid-Blankenheim     | Ernestina di Sayn-Wittgenstein                                            |  |  |       |  |  |                             |  |  |                           |  |
| Carolina di Kirchberg-Hachenburg                               |                                                             | Maddalena Cristina di Manderscheid-Blankenheim     |                                                                           |  |  |       |  |  |                             |  |  |                           |  |
|                                                                |                                                             | Federico Luigi, conte di Nassau-Ottweiler          | Giovanni Luigi, conte di Nassau-Ottweiler                                 |  |  |       |  |  |                             |  |  |                           |  |
|                                                                |                                                             | Federico Luigi, conte di Nassau-Ottweiler          | Giovanni Luigi, conte di Nassau-Ottweiler                                 |  |  |       |  |  |                             |  |  |                           |  |
|                                                                |                                                             | Federico Luigi, conte di Nassau-Ottweiler          | Dorotea Caterina del Palatinato-Birkenfeld-Bischweiler                    |  |  |       |  |  |                             |  |  |                           |  |
| Sofia Amalia di Nassau-Ottweiler                               |                                                             | Federico Luigi, conte di Nassau-Ottweiler          |                                                                           |  |  |       |  |  |                             |  |  |                           |  |
|                                                                |                                                             | Cristiana di Ahlefeld                              | Federico, conte di Ahlefeld                                               |  |  |       |  |  |                             |  |  |                           |  |
|                                                                |                                                             | Cristiana di Ahlefeld                              | Federico, conte di Ahlefeld                                               |  |  |       |  |  |                             |  |  |                           |  |
|                                                                |                                                             | Cristiana di Ahlefeld                              | Margherita Dorotea di Rantzau                                             |  |  |       |  |  |                             |  |  |                           |  |
|                                                                |                                                             | Cristiana di Ahlefeld                              |                                                                           |  |  |       |  |  |                             |  |  |                           |  |